# Charles Leiserson
Charles Eric Leiserson, född 10 november 1953 i Oslo, är en informatiker och specialist på parallell databehandling och distribuerad databehandling, och den praktiska användningen av dessa. 
Leisersons avhandling Area-Efficient VLSI Computation (Area-effektiv beräkning med VLSI), vann det första avhandlingspriset från ACM. År 1985 fick han priset Presidential Young Investigator Award från National Science Foundation. Han är fellow i ACM, American Association for the Advancement of Science, Institute of Electrical and Electronics Engineers och Society for Industrial and Applied Mathematics. År 2014 fick han priset Taylor L. Booth Education Award från IEEE Computer Society för världsvid påverkan på utbildningen i datavetenskap genom skrivandet av en bästsäljande lärobok om algoritmer och utvecklande av kurser om algoritmer och parallell programmering. Samma år fick han också ACM-IEEE Computer Societys pris Ken Kennedy Award för hans bestående inflytande på parallella system för datorberäkningar och deras användning i många tillämpningar genom akademisk forskning och utveckling. 
År 1975 tog han examen som Bachelor of science vid Yale University och 1981 en filosofisk doktorsgrad i informatik ved Carnegie Mellon University, där hans rådgivare var Jon Bentley och H.T. Kung.